# Dekanat María Auxiliadora (archidiecezja Cartagena de Indias)
Dekanat María Auxiliadora – jeden z 11 dekanatów rzymskokatolickiej archidiecezji Cartagena de Indias w Kolumbii. 
Według stanu na styczeń 2017 w skład dekanatu María Auxiliadora wchodziło 8 parafii rzymskokatolickich. Urząd dziekana sprawował wówczas Dalmiro Verbel Herazo. 

## Lista parafii
Źródło:
| Lp. | Miejscowość         | Parafia                                               | Grafika | Kościół                                                                     | Adres                                                               | Proboszcz                        |
| --- | ------------------- | ----------------------------------------------------- | ------- | --------------------------------------------------------------------------- | ------------------------------------------------------------------- | -------------------------------- |
| 1   | Cartagena de Indias | Parafia Chrystusa Najwyższego Kapłana                 |         | Kościół Chrystusa Najwyższego Kapłana w Cartagena de Indias                 | Los Alpes Cll 38 # 6-107, Cartagena                                 | ks. Orlando Ordosgoitia Ramírez  |
| 2   | Cartagena de Indias | Parafia Ducha Świętego                                |         | Kościół Ducha Świętego w Cartagena de Indias                                | Las Gaviotas 2ª Etapa Lt 4 – Mz 39, Cartagena                       | ks. Luciano Arias Cruz           |
| 3   | Cartagena de Indias | Parafia Najświętszej Maryi Panny Wspomożenia Wiernych |         | Kościół Najświętszej Maryi Panny Wspomożenia Wiernych w Cartagena de Indias | Alcibia Cr 38 # 29-60, Cartagena                                    | ks. Julio Corredor S. CMF        |
| 4   | Cartagena de Indias | Parafia Najświętszej Maryi Panny z Chiquinquirá       |         | Kościół Najświętszej Maryi Panny z Chiquinquirá w Cartagena de Indias       | Chiquinquirá Mz 6 y 55, Cartagena                                   | ks. Eduardo Villegas López       |
| 5   | Cartagena de Indias | Parafia Najświętszego Serca Jezusowego                |         | Kościół Najświętszego Serca Jezusowego w Cartagena de Indias                | Escallón Villa Cr 50# 30E-67, Cartagena                             | ks. Roger Grau CJM               |
| 6   | Cartagena de Indias | Parafia św. Wawrzyńca                                 |         | Kościół św. Wawrzyńca w Cartagena de Indias                                 | Piedra de Bolívar Cll 30#50-125, Cll Sta.Cruz, Cartagena            | ks. Gustavo Rafael Díaz González |
| 7   | Cartagena de Indias | Parafia św. Marii Goretti                             |         | Kościół św. Marii Goretti w Cartagena de Indias                             | Las Delicias Cr 64 # 29-126, Cartagena                              | ks. Dalmiro Verbel Herazo        |
| 8   | Cartagena de Indias | Parafia św. Antoniego Padewskiego                     |         | Kościół św. Antoniego Padewskiego w Cartagena de Indias                     | Olaya Herrera Sector 13 de Junio, 5º Callejón de Sevilla, Cartagena | ks. Alejandro Pimientel Sarabia  |